# Sedací úvaz

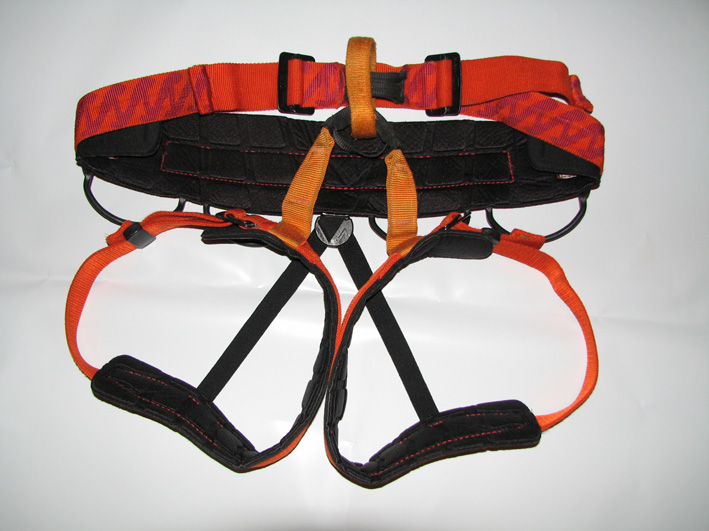
Sedací úvazek "Sedák"

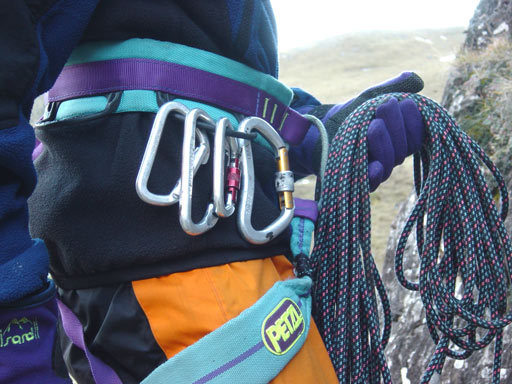
Využití materiálových poutek

Bederní úvaz, neboli sedací úvaz (obvykle slangově nazývaný sedák), je součást horolezeckého vybavení.
Do sedacího úvazu se leze jako do kalhot nohavičkami nahoru až do pasu, bederní pás leží na kyčlích, poté se (provlékne a) zcela utáhne přezka na bederním pásu a zkontroluje konec popruhu, takže je lezec zcela obepnutý sedacím úvazem a neměl by z něj vypadnout (volně vystoupit). Z tohoto důvodu se jiné úvazy vyrábí i pro ženy (odlišná stavba těla) a děti (dětské celotělové).
Těžiště lezce by mělo vždy spočívat pod centrálním okem. Zvláště pokud nese batoh, musí užít ještě prsní úvaz či celotělový (viz níže), aby byl stále navázaný nad těžištěm kvůli převrácení v případě pádu.

## Využití
Využívá se pro následující účely:
- Slouží jako spojení člověka s lanem.
- Je pevným jistícím bodem.
- Je slaňovací pomůckou.

## Konstrukce
Sedací úvaz běžné konstrukce se skládá z bederního pásu a dvou pásů nohavic (nazývanými též nohavičky), obepínajících nohy. Tyto nohavice jsou navzájem spojené popruhem. Tento popruh je spojen s bederním pásem širokým popruhovým okem, které tvoří tzv. slaňovací oko (nazývané také jako odsedávací, jistící či centrální).
V zadní části (přes hýždě) je bederní pás spojen s nohavicemi pružnými popruhy, jež se používají k zajištění polohy nohavic na nohách lezce. Volně visící nohavice by totiž omezovaly pohyb lezce.
Nohavice mohou mít vpředu na stehnech přezky pro nastavení velikosti (na rozdíl od bederního pásu se nedotahují úplně – nebezpečí křeče ve visu) pro střídání uživatelů, nebo pro usnadnění oblékání v kalhotách a botách s mačkami na horách. Některé sportovní sedáky je nemají kvůli odlehčení.
Bederní pás je rozpojovatelný pomocí kovové přezky, vyrobené z lehké a pevné slitiny.
Přezka je konstrukčně řešena tak, že je vyrobena z jednoho kovového kusu a popruh se jimi musí provléknout na třikrát.
Nejprve zespodu nahoru, pak shora dolů, a po obtočení postranní hrany opět prvním otvorem shora dolů. Popruh musí být v přezce řádně utažen.
Na přezkách je často nápis DANGER (anglicky „nebezpečí“). Nápis je umístěn tak, aby nebyl při správném zapnutí vidět. Pokud je vidět, tak to znamená, že přezka je špatně zapnuta a hrozí tak rozepnutí sedáku, což může vést k nehodě. Přezky mohou být různé konstrukce, jednodílné provlékací, nebo různé dvojdílné, které usnadňují rozpojení bederního pásu, případně i nohavic. Popruhy mohou být na konci založené zpět a zašité proti vyvléknutí z přezky, aby konce nepřekážely bývají zde gumičky k založení. Pro důležité spoje se používají pevnostní švy a nitě.
Obvykle jsou na bederním pásu – na jeho bocích, tzv. materiálová poutka. Tato poutka slouží k nošení horolezecké výzbroje.
K ničemu jinému tato poutka nejsou dimenzována a jejich záměna se slaňovacím okem (např. při navazování lana do slaňovacího oka) může být tragická, neboť nosnost poutka je uváděná zpravidla 5 kg. Mezi poutkami po stranách mohou být ještě látkové tunýlky pro upevnění přídavných plastových držáků (karabin) na šrouby do ledu či jiný materiál. Vzadu na bederním pásu může být ještě poutko pro pytlík na magnezium, či pro kšandy k dotažení prsního blokantu pro výstup po laně.
Na sedacích úvazcích jsou použity tři druhy materiálových poutek:
- plastové-umělohmotné oko
- tenký provázek s bužírkou
- tenký provázek

Bederní úvaz se z důvodu bezpečnosti používá s prsním úvazem, což při pádu zmenšuje riziko poranění páteře rozložením tíhových sil a zajišťuje přetočení padajícího lezce do bezpečnější polohy hlavou vzhůru. Vzájemné použití obou úvazků, navzájem spojených smyčkou (o nosnosti minimálně 15 kN), či karabinou se nazývá kombinovaný úvazek.
Bederní úvaz musí splňovat evropskou normu o horolezeckých úvazcích EN 12277.

Dle této normy spadá bederní úvazek do kategorie C.